# 河田悌一
河田 悌一（かわた ていいち、1945年5月18日 - ）は日本の中国哲学研究者。関西大学東京センター長（2021年4月1日～）。一般社団法人大学基金推進機構理事長（2020年9月1日～ ※一般社団法人大学資産共同運用機構から名称変更）。一般社団法人大学資産共同運用機構理事長（2018年7月1日～ 2020年8月31日）。日本私立学校振興・共済事業団理事長（2010年1月1日～2018年3月31日）。関西大学教授・学長（第38・39代）。専門は中国思想史、現代中国論。大阪大学博士（文学）。

## 経歴
1945年、京都府京都市生まれ。1958年、京都市立北白川小学校を卒業。同志社中学校に進み、1961年に卒業。1964年、京都府立鴨沂高等学校卒業。大阪外国語大学中国語学科に進み、1968年に卒業。 大学院は大阪大学大学院文学研究科に進み、1972年に博士課程所定単位修得後退学。
1972年より和歌山大学経済学部助手。1973年に講師、1975年に助教授昇任。1980年、文部省長期在外研究員として派遣され、イェール大学で1年間余英時（Dr. Ying-shih Yu）教授の指導を受けた。1986年、関西大学文学部教授に就いた。1991年、関西大学在外研究員として、プリンストン大学で1年間、再び余英時教授の下で在外研究を行った。1998年より文学部長、2001年より副学長、2003年～2009年には学長をつとめた。2003年からは学校法人関西大学理事も務めた。2009年、『近代中国思想史の研究 ：伝統思想から近代思想への展開』を大阪大学に提出して博士（文学）号を取得。
2010年1月1日～2018年3月31日には、日本私立学校振興・共済事業団理事長。2018年7月1日より一般社団法人大学資産共同運用機構理事長。2020年9月1日より一般社団法人大学基金推進機構理事長。2021年4月1日より関西大学東京センター長。

### 委員ほか
- 文部科学省 中央教育審議会 臨時委員（2009年2月～2021年2月）
- 大学教育再生加速プログラム（AP）委員会 委員長
- 日本学術振興会 育志賞選考委員会 委員
- 公益財団法人村田学術振興財団 理事
- 公益財団法人竹中育英会 理事
- 公益財団法人三井住友銀行国際協力財団 評議員
- 一般財団法人公正研究推進協会 評議員
- 国立大学法人金沢大学 経営協議会学外委員
- 国立大学法人千葉大学 経営協議会学外委員
- 国立大学法人筑波大学 経営協議会学外委員
- IDE大学協会 理事
- 織田作之助賞 名誉顧問

## 受賞・栄典
- 2021年4月 - 瑞宝重光章[3][4]

## 家族・親族
- 祖父：河田嗣郎は経済学者。
- 従弟：フランシス・フクヤマ（母方の祖父が河田嗣郎）。

## 著作

### 単著
- 『中国近代思想と現代-知的状況を考える 』（研文出版、1987年）
- 『中国を見つめて』（研文出版、1998年）
- 『書の風景-書と人と中国と』（二玄社、2007年）
- 『定点観測 －中国哲学思想界の動向－』（関西大学出版部、2011年）
- 『書に想い時代を讀む』（東信堂、2014年）

### 翻訳
- 何長工（森時彦共訳）『フランス勤工倹学の回想―中国共産党の一源流』（岩波新書、1976年）など